# ツァイト
株式会社ツァイト（Zeit）は、かつて存在した日本のソフトウェアメーカー。

## 概要
1980年代後半から1990年代前半の日本における代表的なグラフィックソフトウェア企業の一つであり、特に「Z's STAFF KiD98」は1980年代後半から1990年代前半にかけての日本における標準的なホビイスト向けのお絵かきソフトの一つであった。
元々はつげ義春の漫画『ねじ式』をゲーム化するためにつげ義春マニアが集まって設立された会社であり、1990年には漫画雑誌『ガロ』を発行する出版社の青林堂を買収し、「ねじ式」を始めとする『ガロ』掲載作品のゲーム化や映画化を行ったことでも知られた。
主なソフトは、パソコン用グラフィックソフトウェア『Z's STAFF』シリーズ、ワープロソフト『Z's WORD JG』、アドベンチャーゲーム『ねじ式』などがあり、また1994年には「ガロシネマ」として映画『オートバイ少女』を制作・配給した。
シャープ・X68000やNEC・PC-98シリーズなど、国産パソコン向けのグラフィックソフトウェアの開発を主力にしており、日本で使われるパソコンがもっぱらNEC・PC-98、OSがMS-DOSであった1990年代前半の時点では良好な経営であったが、1990年代中頃より日本で急速に普及するWindows（1993年発売のWindows 3.1および1995年発売のWindows 95）への移行に遅れ、同時期にツァイト製品の1/3くらいの価格で日本に入って来たWindows対応の安価な海外製グラフィックソフト（「アートスクールダブラー」や「ペイントショップ」などを指していると思われる）との価格競争に敗れて経営が急激に悪化（ツァイトの山中社長によると、「一年程度で環境が激変してしまった」とのこと）。同時期に社長の山中潤は、青林堂の版権を利用した映画製作や、『ガロ』のデジタル化などを推進しており、本業を疎かにして『ガロ』の方針に関与する山中に対して、『ガロ』編集部が不信感を持ち始める。
1996年後半よりソフトウェアの売り上げが落ちていたという。さらに、ツァイト本体の経営悪化によって青林堂が手に負えなくなった山中が、外部の人間に青林堂の経営を委任するに至って、その人物を「ヤクザ」と認識したガロ編集部員が1997年7月に一斉退職し、その経緯をマスコミに配布するという「クーデター」が発生する。その後始末をツァイトがする最中に不渡りを出し、1997年7月に倒産した。
ツァイトの倒産後、ソフトウェアの版権は「Z's STAFF KID」の版権のみアスキーサムシンググッドが取得し、その他のソフトウェアの版権は不明となった。また青林堂の版権は、クーデターで事の経緯が大きく新聞で報道されたことから、乗っ取り屋が手を引き、最終的に蟹江幹彦が経営するCD-ROM制作会社の大和堂（『ガロ』の作家であるねこじる作品のCD-ROMを制作しており、当時の『ガロ』に広告を出稿していた）が取得した。

## 沿革
1984年、マジカルズーのゲーム制作コンテストで出会った井上潤（現・山中潤）らつげ義春ファン3人でソフトハウス『有限会社ツァイト』を創立、山中潤が代表取締役に就任する。最初の製品・グラフィックツール「Funny」がアスキーのソフトウェア事業部長・古川享に気に入られ、アスキーから販売されることになったことで軌道に乗る。当時アスキーの本社があった初台にツァイトの本社を構える。
1985年、日本のグラフィックソフトの先駆けとなるZ'sSTAFFシリーズを開発、販売した。特に「Z'sSTAFF KID」シリーズは当時のPC-9800シリーズの標準的なグラフィックソフトのひとつであった。
1988年8月、株式会社ツァイト設立。
1988年、つげ義春の『ねじ式』をゲーム化。
1990年、『月刊漫画ガロ』の版元である青林堂を子会社化、様々な企画を立ち上げサブカルチャー誌の色を強めるなど、低迷していたガロを一時的に持ち直すことに成功した。
1995年に発売されたWindows 95のブームによって日本でWindowsが急速に普及する中、ツァイトはWindows 95への移行が遅れ、1996年後半より業績が急激に悪化。
1997年3月、インターネット接続ソフト付き雑誌「デジタルガロ」を発売したが、赤字に終わる。この時期、山中の体調不良もあって、青林堂の内紛と分裂を招く。7月7日付けで子会社の青林堂の全社員が退社。結局これが引き金になり、ツァイトは7月31日に2度目の不渡り手形を出して事業停止し、事実上倒産した。当時山中は既にツァイトを辞職していたが、倒産のリリースは山中社長名義で出された。

## 主なソフト
ソフトの販売はアスキー（1996年以降はアスキーサムシンググッド（のちのアイフォー））が担当した。ツァイトの倒産に際しては「KID」シリーズの版権のみがアスキーサムシンググッドに引き継がれ、Windows 95対応の後継製品が販売されたが、その他のソフトに関しては版権が不明となっている。

### Z's STAFF
Z's STAFFは、1985年より発売されていたグラフィックソフト。1980年代後半から1990年代前半にかけての日本における標準的なグラフィックソフトの一つであり、JGと並ぶツァイトの主力商品であった。PC-98シリーズ向けの「KiD」シリーズの名称でよく知られる。
1985年7月にアスキーより発売されたPC-9801用ソフト「Z'sSTAFF」（38,000円）が最初で、1986年10月発売のSharp X1 turbo向けの「turbo Z's STAFF」（19,000円）はシャープのブランドで発売された。
1986年10月発売のPC-9801用ソフト「Z'sSTAFF KiD」以降、X68000など高機能なホビーパソコン向けの「Pro」版と、NEC PC-98シリーズなど低機能なパソコン向けの「KiD」版に分かれた。「Pro」版は、シャープX68000向けの「Z's STAFF Pro-68K」（1987年11月発売）、富士通FM TOWNS向けの「Z's STAFF Pro TOWNS」（1991年5月発売）、などが存在し、「KiD」版は、NEC PC-8801VAシリーズ専用の「Z's STAFF Kid VA」（1987年9月発売）、NEC PC-98向けの16色専用グラフィックソフト「Z'sSTAFF KiD98」（1988年6月発売）、富士通 FMR50/60向けの「Z'sSTAFF KiD FP」（1988年8月発売）などが存在した。また、Sharp X1 turboZ専用の「Z's STAFF-Z」も存在（数少ないX1 turboZ専用ソフトの一つ）。
X1版はシャープの名義で販売されたが、X68000版の「Z's STAFF Pro-68K」はツァイトの名義で販売された。「Pro」の名称は、当時シャープ純正のX68000用ソフトの名前の後ろに「PRO-68K」と付けていたことに倣ったものだが、当時はPhotoshopやPainterと言った有力な海外製グラフィックソフトもまだ存在しない時代と言うこともあって、「Z's STAFF Pro」は実際にゲーム業界やCGイラストなどのプロユースで標準的に使われており、例えばイラストレーターの中井覚は『メガドライブFAN』の表紙を「Z's STAFF Pro68K」で描いていた。
一方、PC-98版の「Z'sSTAFF KiD98」は、一般におけるPC-98のシェアなどからホビーユースでよく使われ、「KiD」シリーズとして独立。「KiD」シリーズは、「まるぱ」（1993年発売。Windows版は1994年より「デイジーアート」の名称で販売）や「エスキース」などとともに日本の1990年代前半のPC-98とMS-DOS（16色対応）における標準的なグラフィックソフトの一つとなった。1992年には競合ソフトとして「マルチペイント」（14,800円）が発売され、その安さと使いやすさからマルチペイント（およびそのフリー版の鮪ペイント）が1995年にWindows 95が発売されるまでのPC-98とMS-DOS環境におけるデファクトスタンダードになるが、KiDシリーズはマルチペイントと相性が良く、Kidとマルチペイントを併用して絵を描くために、KiDシリーズのzim形式とマルチペイントのmag形式を相互に変換するソフトが有志によって製作されてNIFTY-Serveなどのパソコン通信上で配布された。5月に発売されたWindows 95版の「SUPER KiD95」ではmag形式に正式に対応した。
1994年6月には「KiD」シリーズの後継製品としてWindows 3.1対応のグラフィックソフト「SuperKid」（定価34,000円、ただしWindows版発売記念としてキャンペーン価格15,000円）が発売された。しかし1995年11月にWindows 95が発売された後、同時に日本に入って来た外国製の競合グラフィックソフトがすぐにWindows 95対応版を発売する中、KiDシリーズは対応が遅れ、Windows95対応版の「SUPER KID 95」の発売が1996年5月、Windows 95対応の「SUPER KiD 95」にデジカメ画像の読み込みソフトやイメージファイルコンバータなどを同梱した「SUPER KiDインターネットパック」（12,800円）が発売されたのは1996年11月となった。その間に資金繰りが悪化し、1997年7月には「SUPER KiD 95」とほとんど機能が変わらない「SUPER KiD FE」がフリーソフトとして公開されたが、同月にツァイトは倒産した。
倒産後、KiDシリーズの版権は販売元のアスキーサムシンググッドに引き継がれ、ファンファーレ社を開発元とするWindows 95対応の後継製品「ウルトラキッド」がアスキーサムシンググッドから発売されたが、名前を引き継いだだけの別のソフトであり、「KiD」シリーズの形式の画像（zim形式）は読み込むことができなかった。この系統のソフトは「ウルトラキッド」から「ハイパーキッド」（2000年発売）と続くロングセラーとなり、その後、アスキーからソースネクストに版権が引き継がれ、2017年現在は「Paintgraphic」の名称で販売されている。

### Z's WORD JG
1987年4月発売。通称「JG」。グラフィック機能を搭載したワープロソフト。標準価格58,000円。国産ソフトとしては初めてアウトラインフォント機能を搭載し、ポストスクリプトに対応していたことから、DTPソフトとしても使われた。
当時はDTPと言うとMacとAdobe Pagemakerが一般的に使われていたが、PC-98とMS-DOSと言う当時の日本の標準的なパソコン環境でMacと同等のDTP環境を実現できたことからヒットし、Z's STAFF KIDシリーズとともにツァイトの主力商品となった。
しかしWindows 95への対応が遅れたためにシェアを失った。ツァイトの倒産で版権がアスキーサムシンググッドに引き継がれた際にもWindowsに移植されず、そのまま版権は不明となっている。
末期の『ガロ』もこれで制作されていた。なおJGに付属していたツァイトフォントは「SUPER KiD FE」とともにフリーウェアとして1997年にインターネット公開された。

### Z's Triphony DIGITAL CRAFT
Z's Triphony DIGITAL CRAFTは、1989年1月に発売された、PC-9800用の3DCGソフト。9月にはX68000用も発売された。手元のパソコンでレイトレーシングが行える画期的なソフトだったが、PC-98はおろか、当時のパソコンとしては最高のスペックを誇るX68000をもってしても相当重かった。

### デジタルガロ
ツァイトが1997年3月に発売した、インターネット接続ソフトが付属する雑誌。キャッチコピーは「驚異のインターネット付マガジン」。
1997年当時はインターネットがブームとなりつつあったが、インターネットに接続するだけでかなり面倒な手続きが必要で、また値段もかかったため、入会費無料でネットに繋ぐ事が出来るソフトをコンビニなどの流通を利用してを安価に売り出すという、当時としてはかなり画期的な試みが行われた。CD-ROM単体ではコンビニなどの流通を通せないために「雑誌」と言う形態を取り、「雑誌」と言うことでツァイトが版権を持つ「ガロ」のブランドを利用して「デジタルガロ」と命名された。
ガロ副編集長の白取千夏雄がデジタルガロ編集長としてツァイトに移籍して編集にあたったが、手塚能理子ガロ編集長をはじめとするその他のガロ編集部員は一切編集に関わっていない。表紙に蛭子能収の顔写真のアップが使われるなど、「ガロ」のコンテンツとブランドが最大限に利用されたが、そもそも当時インターネットに興味を持つような層と「ガロ」には全く接点がなく、あまりアピールしなかった。
8万部も発行されたが、1万5千部しか売れずに大きな赤字を生み、当時すでに経営が悪化していたツァイトは「デジタルガロ」の失敗でさらに傾き、倒産の直接的な原因となった。さらに、「ガロ」編集部が山中に不信感を抱く結果となり、後の青林堂の内紛と分裂をも招く結果となった。

## その他のソフト

### グラフィックツール「Funny」
1984年12月発売。定価22,000円。PC-9801E/F/M対応のソフトで、640x400(8色)という超高解像度を生かせるアスキーのグラフィックソフト。
ツァイトの最初の製品であり、これが当時の最大手ソフトウェアパブリッシャーであるアスキーの古川享に「ふざけた名前のソフト」だと気に入られ、アスキーブランドで販売されることになったことから、ツァイトは会社を軌道に乗せた。アスキーにとっては、『Ink Pot』（1986年発売）に先立つアスキーの最初のグラフィックソフトでもある。
このグラフィックツールは、『ねじ式』ゲーム化のために自製したものが元で、最初から会社もゲームを作るつもりで作ったものであった。グラフィックツールFunnyでは、開発時のサンプルデータとして『ねじ式』の絵が入っていたが、発売の際に諸事情の調整がつかなかったか、外されたものということである。

### 名作浪漫文庫シリーズ
- ねじ式（PC-9800、X68000） - 1988年10月に発売。名作浪漫文庫シリーズ第1巻。ツァイトは元々つげ作品をゲーム化するために設立された会社であり、説明書には「株式会社ツァイト取締役一同」名義による意気込みが語られている。
- アソコの幸福（PC-9800、ひさうちみちお原作） - 1989年10月に発売。名作浪漫文庫シリーズ第2巻。
- 名作浪漫文庫シリーズ第3巻として『猟奇王』が企画されていたが、リリースされなかった。

### 映画『オートバイ少女』
1994年公開。ガロシネマ第一回作品。『ガロ』に掲載された鈴木翁二の同名の作品を原作として、ミュージシャンのあがた森魚を監督に招いた。
青林堂・月刊漫画ガロ・ツァイトの連名による制作とされているが、実質は山中社長個人がプロデューサーとして積極的に関わり、製作費の全額がツァイトの出資で行われた。雑誌とは別に映画にリソースを割くことに対して、『ガロ』の手塚編集長を始めとする青林堂社員は全く非協力的で、ロケ地の函館が実家と言うことで、『ガロ』の白取副編集長が現地の取材に協力した程度。映画は案の定失敗し、本業をおろそかにして『ガロ』にコミットする山中に対して、『ガロ』編集部は不信感を強めた。ただし山中によると、1万人近い観客動員があった上にレンタルビデオの販売利益もあって最終的には4000万円の利益が出たとのことで、失敗ではなかったとのこと。

## トリビア
- IBMがパソコン「JXシリーズ」をリリースするに際し、アスキー・ソフトウェア事業部長の古川享がジャストシステムに「アスキーのワープロ」の開発を委託したところ、ジャストシステムは古川の頭越しにIBMと直接契約を行い、「JX-WORD」（のちの「一太郎」）を提供するに至ったので古川は激怒。アスキーとジャストシステムの契約は打ち切られ、代わりにツァイトと契約を行い「JG」が「アスキーのワープロ」として発売されることになった。山中潤によると、「花子」発売前にジャストシステムの浮川社長が「JG」を見に来たという[10]。
- Z'sSTAFF PRO-68kは、標準価格が5万8000円で、ホビーユーザー向けソフトとしては当時としても高価なうえに、重かった。これに対抗するべく開発されたのが、ペイントツールSAIである。SAIは後にWindowsに移植され、2010年代においてもWindowsの標準的なグラフィックソフトの一つとして使われている。
- PC-98向けのZ'sSTAFF KiDもPro版と比べる安いとはいえ相当高く、KiD98 ver2.0の標準価格が28,000円であった。ただし、当時のパソコンソフトはホビーユーザー向けでも基本的に高価格なのが普通で、競合ソフトも同じくらい高かった。1990年代に入るとフリーソフトの「鮪ペイント」や、その商用版で1万円台で購入できる「マルチペイント」が登場したため、PC-98ではこれらのユーザーが圧倒的になったが、KIDシリーズにも固定ファンがおり、マルチペイント/鮪ペイントと併用する人も多かった。Windows版の「SUPER KiD」は1万円台で販売されたが、1998年にAdobe Photoshop LEが1万円前後で発売されると、さすがにこれ以上の価格帯ではどのグラフィックソフトも商売にならなくなり、2004年に発売されたKiDシリーズの後継製品「Paintgraphic」は1980円で販売されている。
- 1994年に発売されたKiDシリーズのWindows 3.1対応版「SuperKid」は、定価が34,000円だったが、「Windows版発売記念」としてキャンペーン価格15,000円で販売された。「SuperKiD JOYFULL CD-ROM」と題するおまけがついており、テクスチャやパターン集の他に、『ガロ』に掲載された漫画の『ねこぢるうどん』「たましいの巻」、『南くんの恋人』、『オートバイ少女』がデジタルコミックとして収録されていた。ちょうど『南くんの恋人』のTVドラマが放送されていた時期である。